# Jim Fitzpatrick

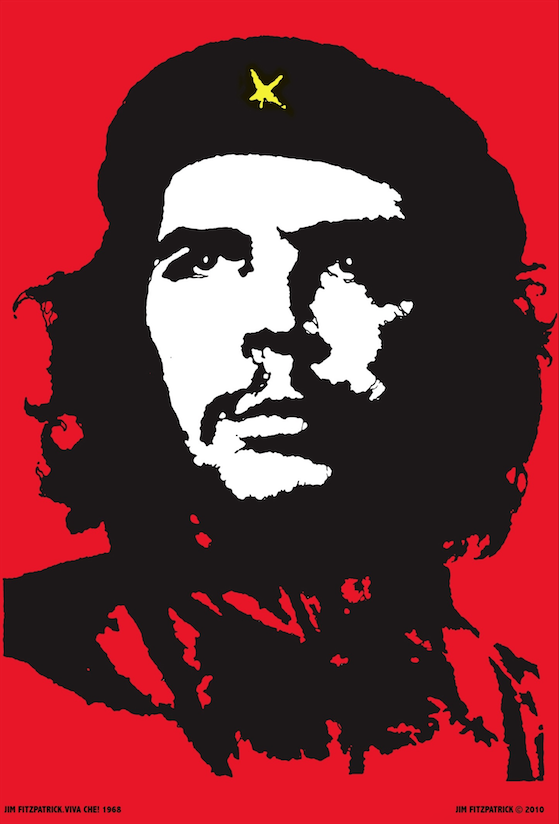
La versión de Fitzpatrick del Che.

Jim Fitzpatrick (Dublín, Irlanda, 1 de marzo de 1944) es un artista irlandés famoso por sus trabajos de arte folk de su tierra natal. Tal vez su obra más famosa sea el retrato del Che Guevara creado en 1968 por Fitzpatrick, y basado en la fotografía del Che hecha por Alberto Korda.
En 1978, escribió e ilustró, de una manera muy pródiga, la obra titulada The Book of Conquest (El libro de las conquistas), que volvía a narrar un ciclo de mitos irlandeses, el Lebor Gabála Érenn. Se contaba la leyenda apoyada por una serie de excepcionalmente detalladas ilustraciones que, emparejadas con el texto de los hechos, ayudaban enormemente a la comprensión del mito. Este libro está lleno de complejos símbolos celtas con formas de espiral. A esta obra la siguió The Silver Arm, en la que se narraban algunos capítulos de la mitología irlandesa. Comenzó a trabajar en un tercer volumen titulado The Son of the Sun en 2004, pero lo cierto es que nunca llegó a ser publicado. 
También ha sido productor de otros artistas y músicos como Thin Lizzy (un grupo de Hard rock de Dublín, cuyo líder es Phil Lynott, un buen amigo de Fitzpatrick) o Sinéad O'Connor en su disco Faith and Courage, en 2000. También ha producido a The Darkness, en 2003, su sencillo "Christmas Time (Don't Let The Bells End)", en el que Jim participó con su hijo Conánn.

## Sus obras
- The Book of Conquests 1978 p/b ISBN 0-525-47511-7, 1991 p/b ISBN 0-905895-14-2
- The Silver Arm (1981) ISBN 1-85028-081-9
- The Children of Lir (with Michael Scott) (1992) ISBN 0-7497-0888-3